# Приморський район (Одеса)
Примо́рський райо́н (у 1920-х – 1930-х рр. — Бульварний; до 21 жовтня 1957 року — Кагановичський) — один із чотирьох адміністративних районів міста Одеси.

## Загальні відомості

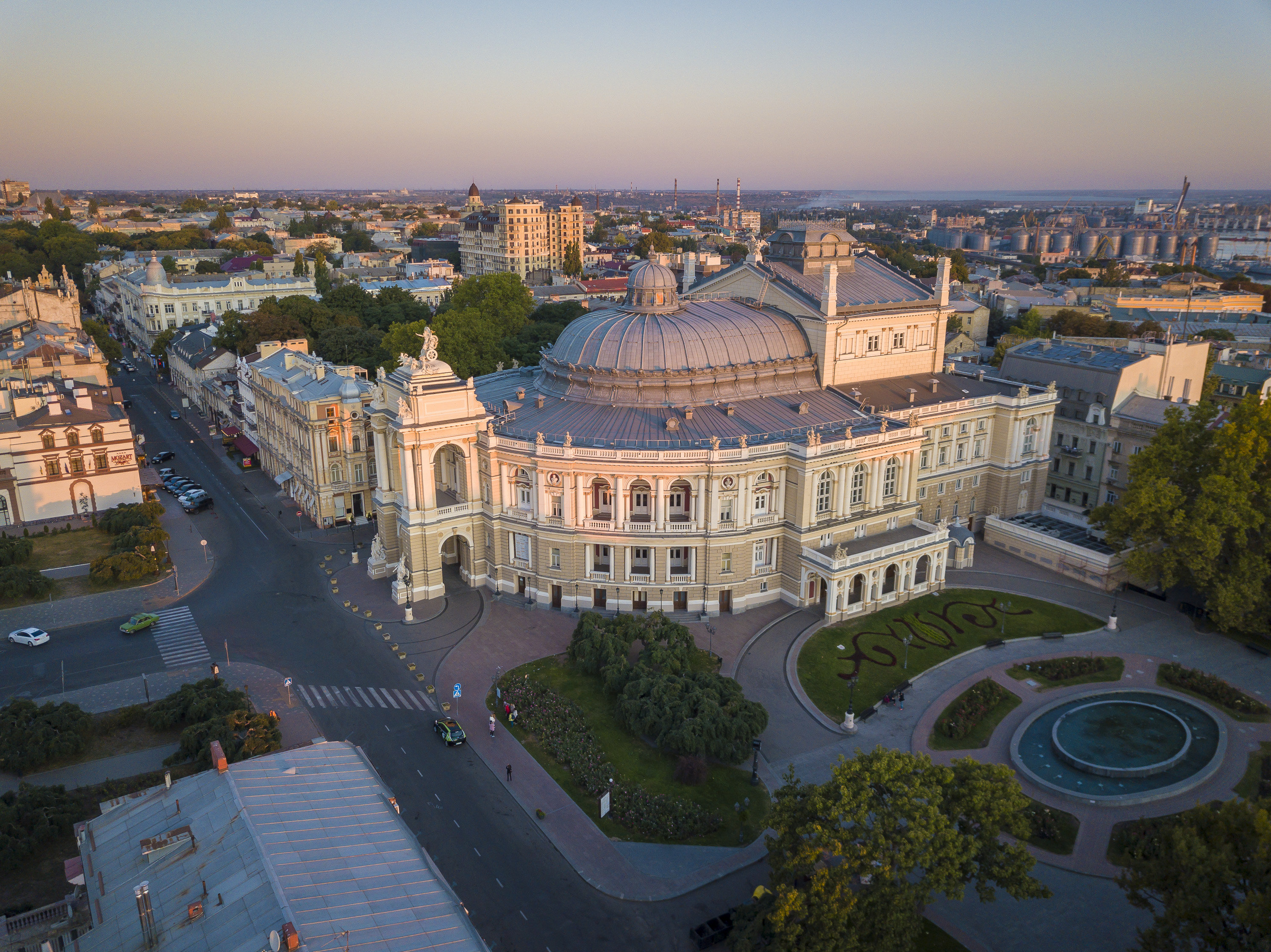
Історичний центр міста

Приморський район — це класичний центр міста з широким, різнобічним та унікальним спектром господарських функцій:
- масштабний житловий масив із багатоповерховою забудовою і колоритна архітектура «Старої Одеси»;
- культурно-громадські та адміністративні центри та об'єкти з численними пам'ятками архітектури, музеями, театрами;
- зелені паркові зони з прекрасними пляжами;
- портово-промисловий комплекс;
- науково-освітня сфера.

Перлиною Приморського району є Приморський бульвар, найкрасивіший у місті, де добре видно панораму порту. Уздовж усього бульвару розташовані прекрасні архітектурні ансамблі, тут же височить пам'ятник поету О. С. Пушкіну.
Не менший інтерес викликає головна вулиця Одеси Дерибасівська, названа на честь Де Рібаса, і примикає до неї площа Грецька. В даний час велика частина вулиці і площа — пішохідні зони та з Міським садом — є одним із найулюбленіших місць для відпочинку і прогулянок жителів і гостей міста.

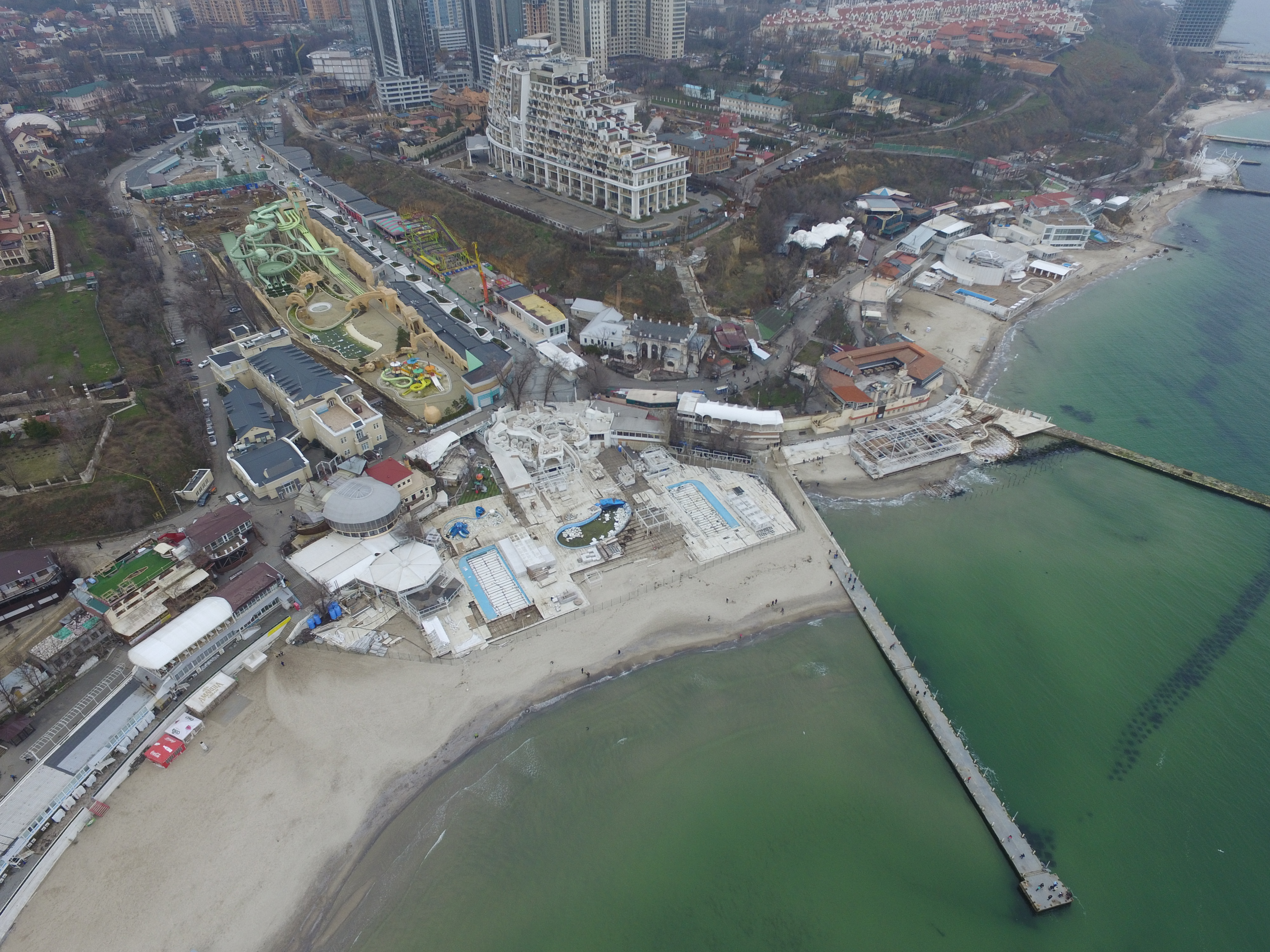
Пляж Аркадія ранньою весною

Улюбленим місцем відпочинку одеситів і гостей міста є відомі Потьомкінські сходи, що з'єднує порт із Приморським бульваром, із 192 сходинок. Будівництво цих гігантських сходів було розпочато 1837 року і закінчено 1841 року. Автор — архітектор Боффо Франческо, який ретельно розробив пропорції споруди. Після виходу на екран кінофільм Броненосець «Потьомкін» ці сходи назвали Потьомкінськими.

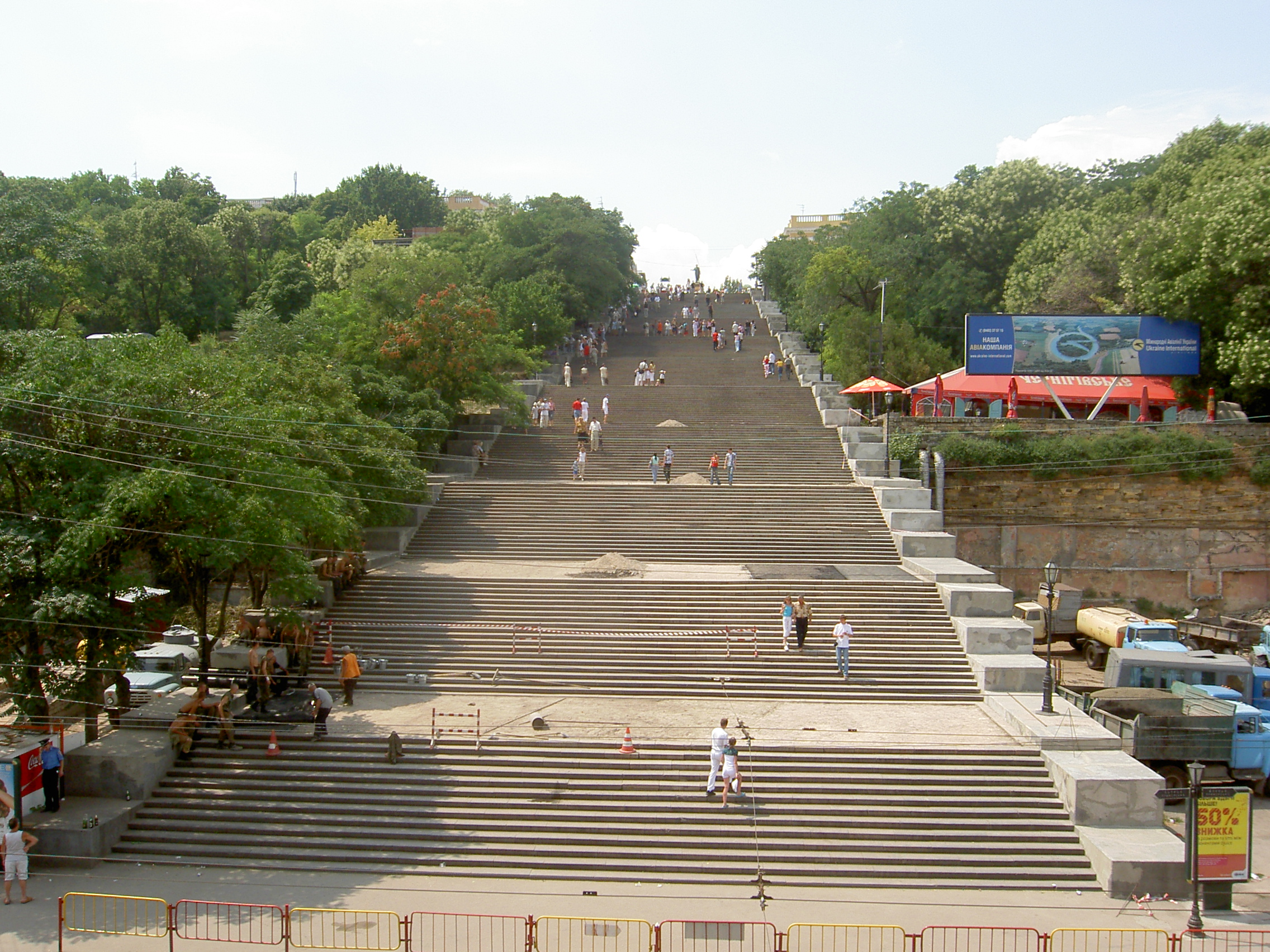
Потьомкінські сходи

Всього на території району розташовано: 50 пам'ятників монументального мистецтва та 669 житлових будинків, які є пам'ятками архітектури.
Рішенням Одеської міської ради від 20 січня 2003 р. «Про внесення змін до Рішення Одеської міської ради від 26.07.2002 року № 197-XXIV „Про адміністративно-територіальний поділ міста Одеси“» у частині, що стосується меж адміністративних районів» встановлено межі знов створеного Приморського району.
Населення району — 259 тисяч осіб. Площа району становить 24,2 км². Кількість підприємств, організацій, фізичних осіб становить 35 тисяч із загальною кількістю 194 412 осіб, що працюють.
У районі всього:
- 124 вулиці;
- 85 провулків;
- 13 площ: Біржова, Грецька, Десятого квітня, Європейська, Куликове поле, Митна, Привокзальна, Соборна, Старосінна, Менделя Сфоріма, Театральна, Тираспольська, Віри Холодної;
- 11 узвозів: Військовий, Віталія Блажка, Деволанівський, Карантинний, Ланжеронівський, Матроський, Ольгіївський, Польський, Скиданівський, Степана Олійника, Ковалевського;
- 5 бульварів: Військово-морських сил, Італійський, Приморський, Гетьмана Сагайдачного, Французький;
- 3 проспекти: Лесі Українки, Українських Героїв, Шевченка;
- 6 пляжів: Ланжерон, Відрада, Дельфін, Аркадія, Чайка, Інклюзивний пляж «БЕЗМЕЖ».

## Економіка

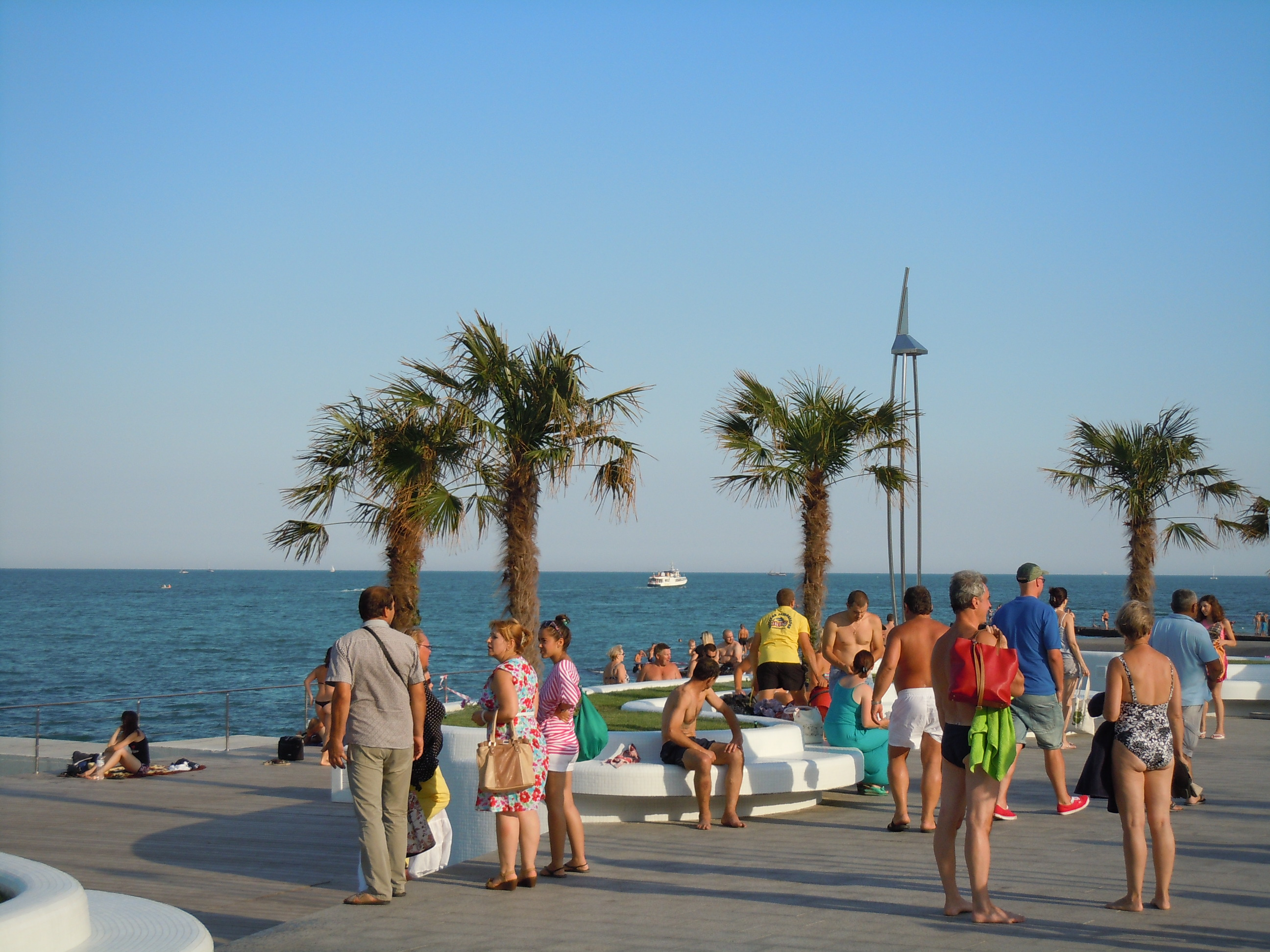
Набережна пляжу Ланжерон

Приморський район — високорозвинений індустріальний район, промисловість якого займає значну частину в структурі господарського комплексу м. Одеси та Одеської області.
У районі зареєстровано 72 промислових підприємства, із них:
- Харчової промисловості — 18
- Легкої промисловості — 10
- Поліграфічної промисловості — 4
- Хімічної та нафтохімічної промисловості — 3
- Машинобудування — 23.

## Освіта
На території району розташовані 16 найбільших закладів вищої освіти міста, які здійснюють підготовку високоякісних фахівців різного профілю, а також 19 навчальних закладів І—ІІ рівня акредитації.

## Культура

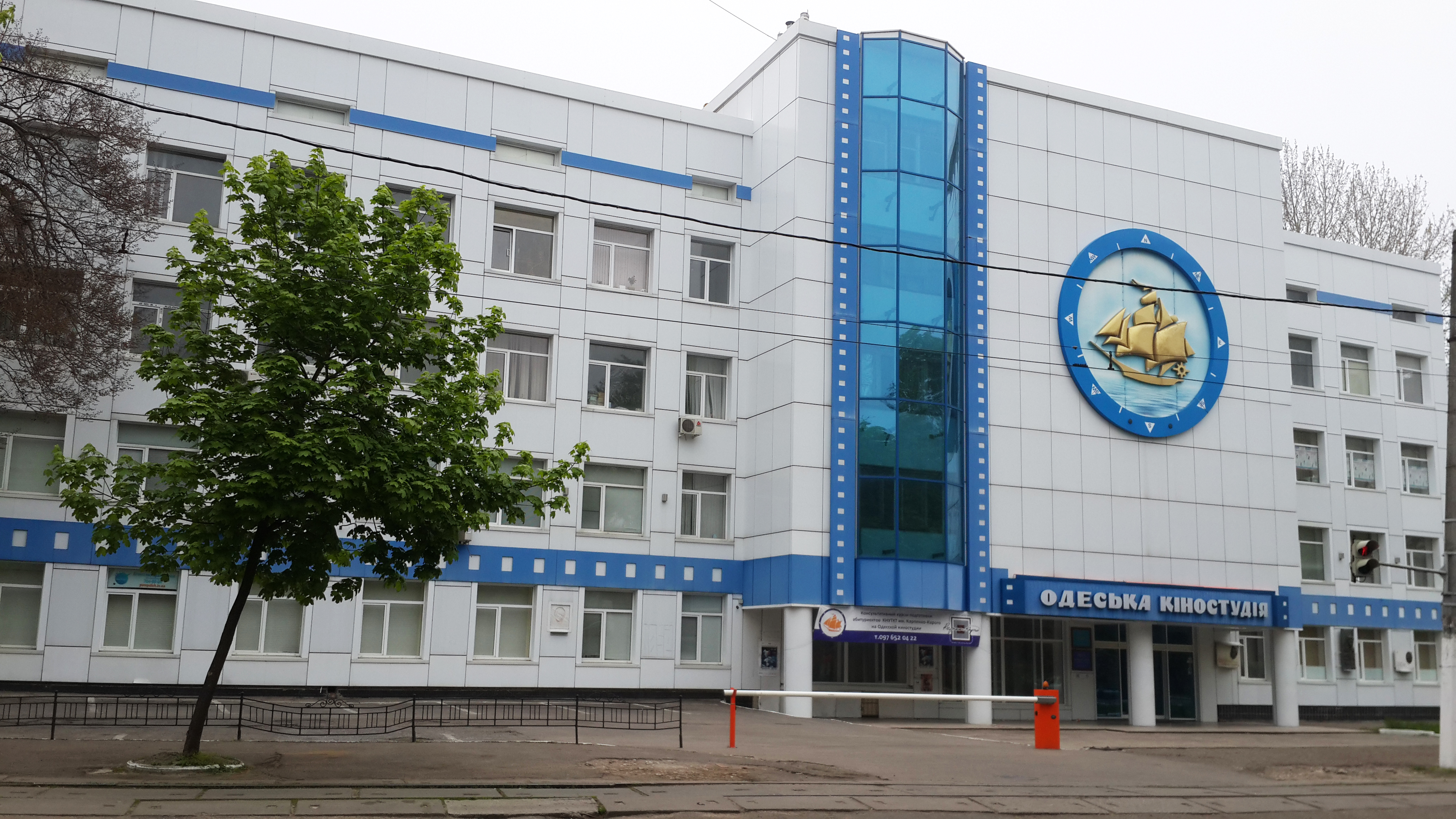
Одеська кіностудія

На території району розташовані 9 театрів та 21 музеїв міста. На території району розташована найстаріша в Україні Одеська кіностудія.

## Особистості
Герої Радянського Союзу:
- Жученко Григорій Прокопович
- Колбеєв Олександр Микитович
- Литвинов Федір Павлович
- Пахальчук Федір Єфремович
- Шмаков Анатолій Іванович
- Якупов Назім Мухаметзянович

Герої України:
- Павлюк Микола Пантелеймонович
- Філіпчук Володимир Станіславович